# Heinz Hilpert
Heinz Hilpert, född 1 mars 1890 i Berlin, död 25 november 1967 i Göttingen, var en tysk skådespelare, regissör och teaterledare.
Heinz Hilpert var ursprungligen lärare, övergick 1920 till teatern som skådespelare och blev 1925 överregissör vid teatern i Frankfurt am Main. År 1926 engagerade Max Reinhardt honom som regissör vid Deutsches Theater i Berlin. År 1932 blev Hilpert chef för Deutsche Volksbühne i Berlin och 1934 för Deutsches Theater och dess annexscen Kammerspiele. 1938 övertog han dessutom ledningen för Theater in der Josefstadt i Wien. Senare var han chef för teatern i Konstanz, dit han förvärvade uruppföranderätten för Carl Zuckmayers pjäser. Hilpert ansågs direkt efter andra världskriget vara en den moderna tyska scenkonstens främsta regissörer, och blev särskilt känd för sina Shakespeareiscensättningar.